# Archidiecezja Mbarara
Archidiecezja Mbarara (łac. Archidioecesis Mbararaensis) – diecezja rzymskokatolicka w Ugandzie. Powstała w 1934 jako wikariat apostolski Ruwenzori. Podniesiona do rangi diecezji w 1953 (pod nazwą Mbarara) a archidiecezji w 1999.

## Biskupi diecezjalni
- Bp François-Xavier Lacoursière M. Afr. (1934 – 1956)
- Bp Jean-Marie Gaëtan Ogez, M. Afr.  (1956 – 1968)
- Bp John Baptist Kakubi (1969 – 1991)
- Abp Paul Bakyenga (1991 – 2020)
- Abp Lambert Bainomugisha (od 2020)